# Sonata per pianoforte n. 31 (Beethoven)
La sonata per pianoforte n. 31 fu composta parallelamente alla successiva Op. 111 e costituisce la penultima dell'intero ciclo di Sonate per pianoforte scritto da Beethoven nel corso della sua vita.
L'Op. 110 non reca alcuna dedica, cosa abbastanza particolare viste le proporzioni del lavoro e per il fatto che, in una lettera del 1º maggio 1822 inviata all'editore Schlesinger, si legge:
Quanto alla seconda Sonata in La bemolle, ho stabilito di dedicarla a qualcuno e presto le farò avere i particolari in proposito.
Ma in tutte le edizioni che furono stampate (Schlesinger, Parigi-Berlino; Steiner, Artaria, Mechetti e Cappi, Vienna; Boosey, Chappel e Clementi, Londra) non compare la dedica. Per tali motivi e per l'intenso carattere "personale" che caratterizza la sonata, alcuni sostengono che Beethoven volle implicitamente dedicarla a sé stesso.
Sempre in una lettera, inviata questa volta a Antonie Brentano il 12 novembre 1821, si lamentava del tempo che gli sottraevano questa e le compagne Op. 109 e Op.111, arrivando a definirle addirittura dei "lavori da pagnotta" (Brotarbaiten). Pur essendo un giudizio ingiustamente duro nei confronti di tali opere, esso nasce dal fatto che la loro composizione si sovrappose a quella della Messa Solenne Op. 123, alla quale Beethoven dedicò anima e corpo.

## Struttura
L'opera 110 è suddivisa in 3 movimenti:
1. Moderato cantabile, molto espressivo
2. Molto allegro (in Fa minore)
3. Adagio, ma non troppo (in Si bemolle minore) — Fuga: Allegro ma non troppo

La sonata si apre con il Moderato cantabile, molto espressivo a cui segue l'Allegro molto, dalle sonorità forti.
Nelle intenzioni dell'autore il terzo movimento doveva avere una semplice struttura tripartita, composto dalla fuga, successivamente dall'Arioso dolente, infine, dalla ripresa della prima. In seguito però decise di anteporre l'Arioso e, quindi, un breve recitativo iniziale.
Secondo le indicazioni di Alfred Brendel la struttura finale può essere suddivisa in 6 parti:
- Recitativo
- Arioso dolente
- Prima Fuga
- Arioso dolente
- Inversione della Fuga
- Conclusione

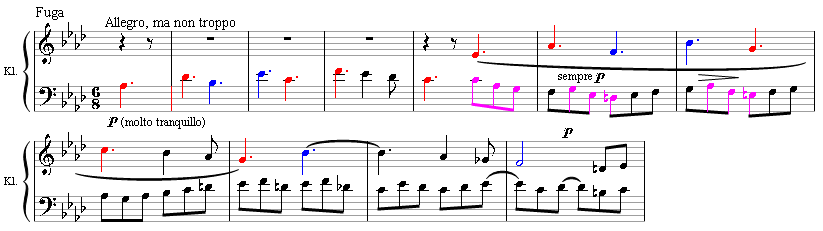
Il tema della Fuga presente nel 3° movimento, subito dopo la prima apparizione dellArioso dolente

Nelle prime nove battute dell'Adagio, le indicazioni di movimento cambiano ben sette volte: Adagio ma non troppo, Recitativo, più Adagio, Andante, Adagio, meno Adagio, Adagio. Anche i consigli di esecuzione sono numerosi (cantabile, ritardando, ecc.).

## Analisi del Primo movimento
Il Primo movimento della sonata ha come metro tre quarti nella tonalità di base di la bemolle maggiore. L'indicazione agogica (o tempo) indicata è “Moderato cantabile, molto espressivo”. La struttura formale è quella di una semplice forma-sonata con le tre classiche parti: Esposizione - Sviluppo - Ripresa con Coda finale.
L'Esposizione del primo tema è preceduta da quattro misure accordali introduttive ("motto iniziale"). Anche se queste quattro misure richiamano l'idea di una introduzione, soprattutto se confrontate con il meraviglioso disegno del tema che segue, in realtà "non è possibile considerarle come una semplice introduzione, per la loro importanza tematico-ritmica che si manifesta come anima creatrice di tutto lo sviluppo". Il carattere più evidente di questo tema-motto di quattro battute sono le quarte parallele ascendenti, il moto contrario delle due mani e la sua conclusione con un trillo su un accordo di settima di dominante (mi bemolle maggiore settima) che risolve sulla tonica del tema seguente. In queste brevi quattro misure iniziali si possono già intravedere alcuni elementi che sono caratteristici di tutta la sonata: il procedimento per moto contrario e le quarte parallele ascendenti o discendenti. [batt. 1-4]
Il Primo tema (misure 5 - 11) è composto da due frasi di due battute e una (l'ultima) di tre battute. La melodia del tema ha un semplice accompagnamento omofonico, e l'armonia non si discosta di molto dalla tonica. La prima frase inizia sulla tonica (la bemolle maggiore) e termina sulla settima di dominante (mi bemolle maggiore settima); la seconda frase inizia sulla dominante (mi bemolle maggiore) e termina sulla tonica; la terza frase inizia sulla settima di tonica (la bemolle maggiore settima) per concludere definitivamente sulla tonica. [batt. 5-8]
A questa prima zona tematica segue una transizione (misure 12 - 19) non tematica verso il secondo gruppo di temi. Questa nuova sezione è costituita da leggeri arpeggi accentuati delicatamente all'inizio di ogni 4 biscrome. È anche un ponte modulante in quanto conduce gradualmente all'area della dominante (mi bemolle maggiore).
Il Secondo tema, da alcuni (Riemann) è ritenuto il passaggio a misura 20, mentre da altri il disegno a misura 28; quest'ultimo rientrando più decisamente nell'area della dominante come secondo tema è più consistente. In realtà tutta questa seconda parte consiste in un gruppo tematico formato da diverse idee. Qui appare evidente come l'inizio d'una seconda idea "non sempre nasce chiaramente ad un tratto in alcune opere del Maestro, ma proviene piuttosto da un nuovo processo evolutivo per analogie tematiche o ritmiche". Quindi possiamo ritenere come secondo tema tutto l'intero periodo musicale dove la prima parte (misure 20 e seguenti) è una progressione (ancora nella tonica) verso la seconda parte (a misura 28 e seguenti) dove viene affermata definitivamente la dominante.
In particolare il passaggio a misura 20 è caratterizzato nella mano sinistra da un gruppo di ottave discendenti, mentre nella destra sono presenti una serie di appoggiature scritte per intero. Questi due disegni annunciano un culmine di intensità in cui le due mani si allontanano sempre di più per moto contrario fino ad una distanza che supera le quattro ottave e mezzo di vuoto.  A misura 27, dopo una serie di trilli discendenti verso il basso (i trilli rendono più semplice la creazione di un efficace crescendo e aumentano nel contempo la tensione espressiva), compare una cadenza decisiva sulla dominante (mi bemolle maggiore) preparata da una settima di dominante di dominante (nota la bemolle trillata al basso e nota si bemolle all'acuto). [batt. 20-27]
La seconda parte (misure 28 - 33) di questo secondo gruppo di temi consiste in un disegno di arpeggi ascendenti su un pedale di dominante. Alla fine dell'episodio (misura 33) una scala discendente di biscrome conduce ad un'altra decisa cadenza sulla dominante: settima di dominante di dominate => dominante (si bemolle maggiore settima => mi bemolle maggiore)).[batt. 28-34]
Solo cinque (da misura 35 a misura 39) sono le misure dedicate alla chiusura dell'esposizione sulla dominante (mi bemolle maggiore).
Nello Sviluppo (misure 40 - 55) Beethoven segue una convenzione dei suoi tempi: l'utilizzo della tonalità relativa minore. Per raggiungere questa tonalità nelle ultime due battute della conclusione dell'esposizione si passa dalla dominante (mi bemolle) al re bemolle e infine (prima misura dello sviluppo) al do sul quale viene costruito l'accordo di fa minore. Lo sviluppo è una costruzione semplice ma nel contempo estremamente razionale: il motivo ("motto iniziale") delle prime due battute è presentato per otto volte con una progressione discendente fino a raggiungere la tonica (fa minore - re bemolle maggiore - si bemolle minore - la bemolle maggiore) su un continuo disegno di semicrome della mano sinistra. Dopo le prime due proposte del tema la mano sinistra è fatta di due voci: tenore e basso, che si alternano ad ogni battuta in modo antifonale. [batt. 46-49]
La Ripresa inizia a misura 56 e anche in questa fase Beethoven segue la convenzione di introdurre l'armonia della sottodominante (re bemolle). La ricapitolazione del motto iniziale è alla tonica (la bemolle maggiore); ma, con un colpo di genio, il tema introduttivo viene combinato con un moto incessante di leggere biscrome della mano sinistra. Dopo quattro battute vengono invertiti i ruoli tra le due mani. [batt. 56-61]
```

```

Ora appare il tema principale (misura 62) nell'armonia della sottodominante (re bemolle maggiore) subito dopo (misura 67) modulato al minore (re bemolle minore). Questa modulazione è notata enarmonicamente come do diesis minore. Il tema alla fine modula, con un cambio dell'armatura di chiave, a mi maggiore (in realtà si tratterebbe di un enarmonico fa bemolle maggiore); tonalità alquanto lontana dal la bemolle di impianto. [batt. 63-69]
```

```

Il si maggiore con il quale si chiude il primo tema è la dominante di mi maggiore, armonia della transizione (misure 69 - 75) verso il secondo gruppo di temi. A misura 76 appare il primo dei temi secondari la cui prima battuta è ancora nell'area del mi maggiore. Quindi Beethoven per tornare alla tonalità di base (la bemolle maggiore), con la quale introdurre la ripresa del secondo gruppo di temi, deve ricorrere necessariamente alla battuta 77 "ambigua e misteriosa" in realtà "è uno di quei suoi [di Beethoven] giochi di prestigio armonici, una modulazione che sembra venir provocata da un semplice spostamento della mano". [batt. 76-79]
```

```

A misura 87 viene ripresentato il secondo tema vero e proprio nella tonica (la bemolle maggiore) come previsto dalla forma-sonata classica. A misura 92 (analogamente all'esposizione) si chiude la ripresa e a misura 105 si apre l'ultima fase del movimento: la Coda finale. Questa inizia con sei misure di arpeggi alla fine dei quali nelle ultime sei battute tranquille (essenza lirica di tutto il movimento) appare nella mano sinistra per l'ultima volta il motto iniziale. La cadenza finale sulla tonica (la bemolle maggiore) è realizzata con due brevi accordi.

### Schema riassuntivo
| Parte       | Sezione                                   | Sottosezione  | Grado                                                   | Tonalità                    | Battute:da-a |
| ----------- | ----------------------------------------- | ------------- | ------------------------------------------------------- | --------------------------- | ------------ |
| Esposizione | Introduzione accordale ("motto iniziale") |               | I (tonica) => V 7a (settima di dominante)               | la b magg. => mi b magg. 7a | 1 - 4        |
| Esposizione | Tema principale                           | Prima frase   | I (tonica) => V 7a (settima di dominante)               | la b magg. => mi b magg. 7a | 5 - 6        |
| Esposizione | Tema principale                           | Seconda frase | V (dominante) => I (tonica)                             | mi b magg. => la b magg.    | 7 - 8        |
| Esposizione | Tema principale                           | Terza frase   | I (tonica)                                              | la b magg.                  | 9 - 11       |
| Esposizione | Transizione                               |               | I (tonica)                                              | la b magg.                  | 11 - 19      |
| Esposizione | Secondo gruppo tematico                   | Prima parte   | I (tonica) => V (dominante)                             | la b magg. => mi b magg.    | 20 - 27      |
| Esposizione | Secondo gruppo tematico                   | Seconda parte | V (dominante)                                           | mi b magg.                  | 28 - 33      |
| Esposizione | Coda dell'Esposizione                     |               | V (dominante)                                           | mi b magg.                  | 34 - 39      |
| Sviluppo    | Sviluppo del tema                         |               | relativa minore                                         | fa minore                   | 40 - 55      |
| Ripresa     | Introduzione accordale ("motto iniziale") |               | I (tonica)                                              | la b magg.                  | 56 -62       |
| Ripresa     | Tema principale                           | Prima frase   | IV (sottodominante)                                     | re b magg.                  | 63 - 64      |
| Ripresa     | Tema principale                           | Seconda frase | IV (sottodominante)                                     | re b magg.                  | 65 - 66      |
| Ripresa     | Tema principale                           | Terza frase   | IV (sottodominante minore) => II (sopratonica naturale) | re b minore => si maggiore  | 67 - 68      |
| Ripresa     | Transizione                               |               | V (dominante naturale)                                  | mi magg.                    | 69 - 75      |
| Ripresa     | Secondo gruppo tematico                   | Prima parte   | V (dominante naturale) => V (dominante)                 | mi magg. => mi b magg.      | 76 - 86      |
| Ripresa     | Secondo gruppo tematico                   | Seconda parte | I (tonica)                                              | la b magg.                  | 87 - 92      |
| Ripresa     | Coda dell'Esposizione                     |               | I (tonica)                                              | la b magg.                  | 87 - 104     |
| Coda finale |                                           |               | I (tonica)                                              | la b magg.                  | 105 - 116    |

## Analisi del Secondo movimento
Il Secondo movimento della sonata ha come metro due quarti nella tonalità di base di fa minore. L'indicazione agogica (o tempo) indicata è “Allegro molto”. La struttura formale è quella di un semplice Trio con Scherzo (A B A); lo Scherzo comprende le misure da 1 a 41, il Trio da 42 a 145. La ripresa dello Scherzo è chiusa da una Coda di 15 misure.

### Scherzo (Prima sezione)
Lo Scherzo è formato da un tema (misure 1 - 8), ripetuto e da uno sviluppo (comprendente in realtà una seconda idea) da misura 9 a misura 41, ripetuto anche questo. Il tema dello Scherzo (misure 1 - 8) è composto da due frasi di quattro battute: la prima frase inizia alla tonica (fa minore = relativa minore di la bemolle maggiore) per cadenzare sulla dominante (do maggiore); la seconda frase è tutta impostata sulla dominante (inizia e termina sul do maggiore); prima di chiudere la seconda frase, una modulazione al sol maggiore (dominante della dominante) prepara la chiusura sul do maggiore. Il segno del ritornello indica che il tema va ripetuto. Importante in questo tema è individuare le battute forti (e quindi l'accento): 1 e 4 per la prima frase e 5 e 8 per la seconda. 
Alcuni commentatori hanno individuato la "radice" tematica dello scherzo in un paio di canti popolari tra cui una canzone di A.B. Marx ("Io sono un cialtrone, tu sei un cialtrone") per il secondo tema. [batt. 1-8]
Le seguenti 8 misure sono la "codetta" del tema con un ritmo in contrasto con le misure precedenti (minime tenute a cavallo delle misure), ma anche un "ponte modulante" concluso con due settime (re bemolle settima e mi bemolle settima) per preparare l'entrata di un secondo tema in la bemolle maggiore (misure 17 - 20); ripetuto alla tonica (fa minore) alle misure 25 -28.[batt. 15-28]
Nel finale dello scherzo con una prima modulazione alla dominante (do maggiore a misura 32) e con una seconda modulazione passando per la tonica (fa minore) si raggiunge il re bemolle maggiore, indicato anche dal cambio dell'armatura di chiave, tonalità di base del successivo trio.

### Trio (Seconda sezione)
Il Trio si compone di un'unica sezione (senza ripetizione) dove il tema viene riproposto più o meno variato per 6 volte. Il tema è formato da una serie di quartine di crome più o meno discendenti per due ottave (dal fa sopra il rigo al fa nel rigo) accompagnate "dall'ansimare del basso in contrattempo" formato da semiminime ricavate tutte dall'accordo di re bemolle maggiore (la tonalità di base per questa sezione). Mentre nello Scherzo le battute forti sono presentate contemporaneamente da entrambe le mani, qui viceversa le due mani procedono sfalsate: gli accenti per la destra sono a misura 41, 49 e così avanti, mentre per la mano sinistra sono a misura 42, 50 e così avanti (nella partitura autografa, Beethoven precisa con cura a quale mano si riferisce lo "sf").[batt. 41-49]
Le due ripetizioni centrali del tema (a misura 57 e 65) modulano al sol bemolle maggiore, mentre le ultime due vengono esposte nuovamente alla tonica (re bemolle maggiore). L'umorismo presente nello Scherzo, ora, in questo Trio si è fatto più sofisticato, più pungente e intellettuale, sia con le accentuazioni fuori posto, i contrasti (ripresi dalla battute 10 - 14 dello Scherzo = il basso in contrattempo nel Trio), che con le anticipazioni enfatizzate da un salto di due ottave del tema.)

### Coda dello Scherzo
Lo Scherzo viene ripetuto integralmente. Chiude il movimento una Coda di 15 misure nella quale notevole è il silenzio tipicamente beethoveniano prima della cadenza finale (in tutto cinque misure sono vuote). Le battute vuote sono ""proprio quelle battute che avrebbero dovuto portare, per la natura stessa della frase, gli accenti forti"" come conseguenza l'ascoltatore percepisce un effetto sincopato per tutta la coda. Questo effetto è preparato nella conclusione della sezione precedente (il finale della ripetizione dello scherzo) dove la misura 145 "suona" come un battere: l'inizio di una frase di 4 misure. I primi tre accordi della coda gravitano ancora sulla tonalità di base (fa minore = tonica e do maggiore = dominante maggiore). Il quarto accordo è un si bemolle minore, la sottodominante di fa, ma è anche la tonalità iniziale dell'ultimo movimento; in effetti le ultime misure di questa coda hanno lo scopo di preparare questa tonalità: le quattro battute finali sono basate sull'accordo di fa maggiore (dominante maggiore di si bemolle minore).[batt. 144-160]

### Schema riassuntivo
| Parte                       | Sezione                | Grado                                                                    | Tonalità                              | Battute:da-a |
| --------------------------- | ---------------------- | ------------------------------------------------------------------------ | ------------------------------------- | ------------ |
| Scherzo (prima esposizione) | Tema dello scherzo     | I (tonica) => V (dominante maggiore)                                     | fa min. => do magg.                   | 1 - 8        |
| Scherzo (prima esposizione) | Sviluppo dello scherzo | V (dominante maggiore) => I (tonica)                                     | do magg. => fa min.                   | 9 - 40       |
| Trio                        |                        | I (tonica del trio) - IV (sottodominante del trio) - I (tonica del trio) | re b magg. - sol b magg. - re b magg. | 41 - 96      |
| Scherzo (ripetizione)       | Tema dello scherzo     | I (tonica) => V (dominante maggiore)                                     | fa min. => do magg.                   | 97 - 113     |
| Scherzo (ripetizione)       | Sviluppo dello scherzo | V (dominante maggiore) => I (tonica)                                     | do magg. => fa min.                   | 114 - 145    |
| Coda                        |                        | fa min. => fa magg.                                                      | fa min. => fa magg.                   | 146 - 160    |

## Analisi del Terzo movimento
Il Terzo movimento della sonata ha una struttura piuttosto articolata; fondamentalmente è una fuga preceduta da una introduzione. Nel dettaglio si possono individuare 6 sezioni:  Recitativo - Arioso dolente - Fuga - Arioso dolente - Inversione della Fuga - Conclusione.

### Recitativo
Le prime due sezioni (Recitativo - Arioso dolente) comprendono 28 battute (l'Arioso dolente inizia a misura 9). Il Recitativo ha come metro quattro quarti (Alfredo Casella suggerisce 8/8) nella tonalità iniziale di si bemolle minore. L'indicazione agogica (o tempo) indicata è “Adagio, ma non troppo”. È una pagina di notevole bellezza e intensità drammatica. Riportiamo qui brevemente il suggerimento di Casella: "Conferire - per quanto sia possibile - a questo recitativo, il carattere vero e proprio di un voce umana. [...Beethoven] sembra sentire istintivamente la necessità di ricorrere alla parola per accrescere ancora l'eloquenza di un phatos giunto ai limiti estremi delle sue possibilità." A conferma di ciò, in poche battute l'andamento cambia più volte: "Adagio, ma non troppo", "Più adagio", Andante, "Adagio", "Meno adagio", "Adagio" fino al ritorno del "Adagio, ma non troppo" dell'Arioso dolente. Anche da un punto di vista armonico i cambiamenti sono notevoli passando dal si bemolle minore (solamente per la prima battuta iniziale) al la bemolle per il Recitativo della quarta misura che modula (nella stessa battuta) al fa bemolle maggiore. Si passa quindi al si maggiore settima delle note ribattute (misure 5 e 6) per cadenzare al mi maggiore (il mi maggiore è confermato anche dal cambio dell'armatura di chiave), e quindi per concludere sul la bemolle minore  dell'Arioso dolente. [batt. 1-4] e [batt. 5-7]

### Arioso dolente
L'Arioso dolente ha come metro dodici sedicesimi nella tonalità di la bemolle minore. L'indicazione agogica (o tempo) indicata è “Adagio, ma non troppo”. L'arioso non è soltanto un'aria, ma una combinazione di quest'ultima con un recitativo. L'Arioso si conclude con una cadenza perfetta: dominante/tonica (mi b - la b) [batt. 11-28]

### Fuga
La Fuga a tre voci ha come metro sei ottavi nella tonalità di la bemolle maggiore. L'indicazione agogica (o tempo) indicata è “Allegro, ma non troppo”. Anche in questa fuga Beethoven introduce un nuovo elemento, una "poesia reale", un bisogno espressivo drammatico-lirico, generalmente assente in questo tipo di forme musicali.
Le prime cinque misure presentano il tema della fuga formato da semiminime puntate sulla tonica (la bemolle maggiore); a misura 33 appare la seconda voce alla dominante (mi bemolle maggiore), mentre la terza voce, di nuovo alla tonica, appare a misura 29. Il controsoggetto formato da terzine di crome appare insieme alla seconda voce a misura 33. [batt. 29-40]
Il tema ricompare altre 7 volte prima degli stretti finali: a misura 49 alla dominante in ottava; a misura 56 alla tonica; a misura 65 alla dominante; a misura 76 ancora in ottava; e un'ultima volta con le tre voci complete a misura 90 e seguenti. Tutta la prima parte dell'esposizione della fuga (le prime 40 misure) è una marcia fiduciosa e regolare delle semiminime puntate, affiancata dal corso piano e imperturbabile delle crome del controsoggetto. In effetti le quarte ascendenti del tema della fuga è una risposta rassicurante alla linea discendente e lamentosa dell'Arioso. Il secondo crescendo (un primo crescendo si ha a misura 47) di misura 69 porta il soggetto verso una progressione ascendente che si risolve nell'entrata del basso profondo: la seconda metà del tema in ottave da misura 76. Lo stretto di misura 103, presentando per l'ultima volta il tema alla tonica, si conclude sulla settima di dominante di la bemolle maggiore che con un sol gesto passa alla tonalità di sol minore per il ritorno dell'Arioso. [batt. 103-118]

### Ritorno dell'Arioso
Con il ritorno dell'Arioso cambia il metro in dodici sedicesimi e la tonalità in sol minore (cambia anche l'armatura di chiave da quattro a due bemolle).  L'indicazione agogica (o tempo) indicata è "L'istesso tempo dell'Arioso" con l'aggiunta del suggerimento "perdendo le forze, dolente". Questa interruzione della Fuga "assurge qui a una drammaticità più intensa per il particolare significato d'intermezzo che assume e per la più accorata espressione della linea melodica". In effetti la linea melodica di questa ripresa è ancor più ricca di legature sia di portamento che di valore. Quest'ultime spesso a cavallo dei tempi delle battute creando così un andamento sincopato in contrasto alla regolarità delle semicrome ribattute della mano sinistra. Il cambio di tonalità (sol minore - una tonalità mai toccata prima e lontanissima dalla tonica - la) fa "udire questo evento come piatto, dissonante e depresso".
Magistrale è l'effetto timbrico alla fine dell'Arioso per preparare il ritorno della Fuga. A misura 134 una cadenza (dominante della dominante - dominante - tonica; ossia in gradi: II - V - I) introduce dieci pesanti accordi in crescendo e in levare, gli accordi sono realizzati inizialmente con tre note, mentre nel seguito ne contengono 8, e alla fine risolvono in un arpeggio che dalle profondità del basso salgono fino al registro centrale della tastiera. Gli accordi dal sol minore, alla fine della cadenza, subito mutano in sol maggiore (nuova tonalità della ripresa della fuga). La terza maggiore, il crescendo e gli accordi ribattuti sui tempi deboli producono l'effetto di anticipazioni affannose verso l'esaltazione fisica dell'"Allegro finale", mentre la sonorità smorzata, soffocante e greve di questa fase può essere interpretata come l'incombere della morte; visto anche il suggerimento dato da Beethoven al ritorno della fuga: "...poi a poi di nuovo vivente".[batt. 134-139]

### Inversione della fuga
L'Inversione della fuga ha come metro sei ottavi nella tonalità di sol maggiore. L'indicazione agogica (o tempo) indicata è “L'istesso tempo della fuga poi a poi di nuovo vivente”. Questa seconda parte con il tema a moto contrario, rispetto alla versione iniziale, è più ricca di espressione e con l'elaborazione dei due temi (soggetto e controsoggetto) anche più complessa e drammatica, senza contare la potenza quasi sinfonica creata dall'ambiente sonoro del finale. La ripresa della fuga può essere interpretata anche come un ritorno alla vita e Beethoven riesce a persuaderci utilizzando i procedimenti contrappuntistici più aridi: l'inversione del soggetto della fuga, la sua aumentazione (con un tempo più lento) e la diminuzione (con un tempo più veloce). L'Autore per la prima volta riesce a combinare questi procedimenti altrimenti puramente accademici, in elementi di una scena drammatica.
L'esposizione del tema inverso si sviluppa per 17 misure in modo limpido e innocente. Le tre voci si susseguono nel seguente ordine: sottodominante - sensibile - sottodominante.[batt. 140-150]
A misura 156 ha inizio uno stretto: il tema originale viene trattato per aggravamento (mano destra) e per diminuzione (la mano sinistra suona il tema al triplo della velocità iniziale). Se le prime 17 misure sono improntate ad un declino (il tema inverso scende), ora con il ritorno del tema originale ascendente e la diminuzione "suona come una nuova vita che riparte".. Alla fine dello stretto il tema originale per aggravamento si sposta alla mano sinistra e viene proposto in ottava. [batt. 156-168]
La misura 172, soprattutto per l'esecutore, è un punto cruciale. Beethoven per passare dal soggetto della seconda fuga due volte più lento (vedi l'aggravamento del tema) al tempo della fuga iniziale avrebbe dovuto accelerare gradualmente fino a raddoppiare il tempo (fino al tempo della prima fuga). Ma così facendo si sarebbe trovato alla fine con una notazione in valori doppi rispetto all'inizio ma con un tempo due volte più rapido. Soluzione rifiutata da Beethoven in quanto ha voluto che le due sezioni (quella iniziale e quella finale della fuga) risultassero uguali, oltre che all'udito, anche nella notazione. Quindi si è trovato costretto a metà percorso a passare ad una notazione con valori più piccoli ma un andamento più lento; ciò avviene a misura 172 dove le crome si trasformano in sedicesimi, ma nel contempo all'esecutore viene richiesto di suonare più lentamente. Questa nuova complessità ostacola il regolare corso della musica, e chi non abbia familiarità con questo tipo di composizioni perde completamente l'orientamento, per cui Beethoven gli viene in aiuto presentando in modo chiaro ed inequivocabile per l'ultima volta il soggetto inverso della fuga. La tonalità di questo tema è mi bemolle maggiore, dominante di la bemolle maggiore, tonalità di base della fuga (quindi queste 6 battute possono essere considerate come un ponte modulante). [batt. 171-188]

### Conclusione
Con la ripresa della fuga originale (misura 178) si entra nella Perorazione finale. Il cambio di armatura di chiave (4 bemolle) sancisce il ritorno definitivo della tonica (la bemolle maggiore). Il tema appare in ottava al basso. È una ripresa a tutti gli effetti sia per il ritorno del tema principale che per la conferma della tonalità di base: "in questo finale Beethoven ripensa il tempo, come se fosse un elemento della forma classica e una parte della tonalità".[batt. 178-182]
La perorazione prosegue presentando il tema nella voce intermedia (misura 183) e quindi nella voce superiore (misura 188) mentre la mano sinistra sostiene una oscillante figura di accordi spezzati. Questa disposizione caratteristicamente pianistica procede per una ventina di misure fino ad un culmine (misura 213) "con tutta forza"  segnato da un do acuto nella mano destra e un accordo di la bemolle maggiore a oltre quattro ottave di distanza nella mano sinistra. Le ultime cinque misure si chiudono su un arpeggio della tonica.

### Schema riassuntivo
| Parte                     | Sezione                                                  | Grado                                                      | Tonalità                             | Battute:da-a |
| ------------------------- | -------------------------------------------------------- | ---------------------------------------------------------- | ------------------------------------ | ------------ |
| Recitativo                |                                                          |                                                            | si b minore => la b minore           | 1 - 9        |
| Arioso dolente            |                                                          |                                                            | la b minore                          | 9 - 26       |
| Fuga a tre voci           | Esposizione della fuga                                   | I (tonica) / V (dominante / I (tonica)                     | la b magg. / mi b magg. / la b magg. | 27 - 45      |
| Fuga a tre voci           | Sviluppo della fuga                                      | I (tonica) / V (dominante                                  | la b magg. / mi b magg.              | 45 - 101     |
| Fuga a tre voci           | Stretto finale                                           | I (tonica) => VII (sensibile)                              | la b magg. => sol minore             | 101 - 115    |
| Arioso dolente (ripresa)  |                                                          |                                                            | sol minore                           | 116 - 136    |
| Fuga a tre voci (ripresa) | Inversione della fuga                                    | IV (sottodominante / VII (sensibile) / IV (sottodominante) | re magg. / sol magg. / re magg.      | 137 - 152    |
| Fuga a tre voci (ripresa) | Stretti finali (tema per aggravamento e per diminuzione) | VII (sensibile)                                            | sol magg.                            | 153 - 168    |
| Fuga a tre voci (ripresa) | Ponte modulante sul tema inverso                         | V (dominante della tonalità finale - la b magg.)           | mi b magg.                           | 168 - 174    |
| Fuga a tre voci (ripresa) | Ripresa del tema originale (perorazione finale)          | I (tonica)                                                 | la b magg.                           | 174 - 213    |